# Sports Reference
Sports Reference, LLC és una companyia nord-americana que opera diversos llocs web relacionats amb l'esport. Sports-reference.com és un lloc web creat en 2007 a Pennsilvània, Estats Units, dedicat a la recopilació d'informació sobre esportistes.
Opera amb diverses webs esportives com Baseball-reference.com, Basketball-reference.com, Hockey-reference.com, Pro-football-reference.com i FBREF.COM. Inclou més de 100 000 fitxes sobre esportistes de beisbol i informació sobre cada partit de la National Football League dels Estats Units des de 1941.

## Jocs Olímpics
Sports Reference va agregar un lloc per a estadístiques i història dels Jocs Olímpics el juliol de 2008.
La companyia va anunciar al desembre de 2016 que el lloc dels Jocs Olímpics es tancarà en un futur proper a causa d'un canvi en el seu acord de llicència de dades. Des de llavors, es van agregar dades pels Jocs Olímpics d'Estiu de 2016, però el lloc no s'ha actualitzat pels Jocs Olímpics d'Hivern de 2018. Va tancar el seu lloc olímpic el 14 de maig del 2020.